# Завіна Віталій Іванович
Віталій Іванович Завіна (нар. 12 травня 1959 — 6 лютого 2011) — ректор Кіровоградського державного педагогічного університету імені Володимира Винниченка (2010—2011), перший проректор університету (2003—2010), професор, кандидат педагогічних наук, заслужений працівник культури України, лауреат премії комсомолу України імені М.  Островського, лауреат обласної педагогічної премії імені В. О. Сухомлинського.

## Біографія
Народився 12 травня 1959 року в м. Кіровоград.
Закінчив Кіровоградську СШ № 34 (1976).
Закінчив Кіровоградський державний педагогічний інститут ім. О. С. Пушкіна за спеціальністю «Педагогіка і методика початкового навчання» (1981).
Трудову діяльність розпочав як керівник гуртка бального танцю Кіровоградського обласного Палацу Піонерів та школярів (1978). Балетмейстер народного самодіяльного ансамблю бального танцю «Конвалія» Будинку культури заводу радіовиробів (1980). Вчитель початкових класів Созонівської СШ Кіровоградської області (1980).
Свою діяльність у Кіровоградському державному педагогічному інституті ім. О. С. Пушкіна розпочав з посади викладача кафедри педагогіки і методики початкової освіти (1987).
Займав посади доцента кафедри педагогіки початкового навчання (1996), доцента кафедри хореографічних дисциплін (1997), заступника декана педагогічного факультету (1997), декана педагогічного факультету (1998).
Перший проректор Кіровоградського державного педагогічного університету ім. В. Винниченка (2003—2010).
Ректор Кіровоградського державного педагогічного університету ім. В. Винниченка (2010—2011).
Трагічно загинув 6 лютого 2011 року.

## Трудові здобутки

### Наукова діяльність
Педагогічний стаж 32 роки (із них 23 — в університеті). Захистив кандидатську дисертацію на тему: «Формування готовності майбутніх учителів початкових класів до організації контролю за навчальною діяльністю школярів» (1996). Присвоєно вчене звання професора (2007).
Автор понад 100 праць, серед яких опубліковані у співавторстві навчально-методичні посібники: «Контроль за навчальною діяльністю молодших школярів» (2001), «Психолого-педагогічна діагностика» (2005), «Педагогічна культура викладача вищої школи» (2005), «Корекційний вплив сучасних оздоровчих систем та народних методів лікування на поліпшення здоров'я людини» (2005), «Термінологічний словник термінів і словосполучень з дефектології та фізичної реабілітації» (2005), «Комунікативно-розвивальна спрямованість мовного розвитку учнів молодших класів допоміжних шкіл» (2006).
Член спеціалізованої вченої ради із захисту кандидатських дисертацій у Кіровоградському державному педагогічному університеті ім. В. Винниченка.
Започаткував нову школу: «Системи формування пізнавальної компетентності вчителів початкових класів». Під керівництвом професора Завіни В. І. захистили дисертації 5 аспірантів, двоє з яких працюють в університеті.
Плідно співпрацював з обласним Інститутом удосконалення вчителів. Автор буклетів, підготовлених спільно з працівниками інституту, на основі вивчення і узагальнення передового педагогічного досвіду кращих вчителів початкових класів області.

### Громадська діяльність
Член колегії управління освіти та науки Кіровоградської обласної державної адміністрації; член комісії з присудження обласної педагогічної премії ім. В. О. Сухомлинського, комісії Кіровоградської міської ради з питань присудження почесних звань та нагород, з питань геральдики та топоніміки; депутат Кіровоградської міської ради (член постійної депутатської комісії з питань освіти, культури, спорту та молодіжної політики).

### Творчий шлях
Роботу в університеті поєднував з посадою художнього керівника народного самодіяльного ансамблю бального танцю «Конвалія».
Обраний президентом Федерації спортивного (бального) танцю Кіровоградської області (1991). За його ініціативи та під його керівництвом проводились щорічні обласні чемпіонати зі спортивних (бальних) танців, у яких брали участь кращі колективи та виконавці. Його вихованці неодноразово ставали призерами чемпіонатів України та міжнародних змагань (1991—2005).
Ансамбль бального танцю «Конвалія» під керівництвом В. І. Завіни став лауреатом Всеукраїнського огляду художніх колективів радіоелектронної промисловості України (1997), лауреатом Всеукраїнських оглядів художньої самодіяльності (1999, 2001, 2003).

## Нагороди та звання
Нагороджений Почесними грамотами Кіровоградської міської ради, Почесною грамотою обласної державної адміністрації (2003), Почесними грамотами Президії профспілок України, Знаком МОН України «Відмінник освіти України» (2002), Почесною грамотою Міністерства освіти і науки України (1985), Почесною грамотою та пам'ятним знаком Кабінету Міністрів України (1999), відзнаками Кіровоградської міської ради «За заслуги» І та ІІ ступенів (2009), орденом «За заслуги» ІІІ ступеня (2008), медаллю НАПН України «К. Д. Ушинський».
Є лауреатом премії комсомолу України ім. М. Островського (1986), лауреатом обласної педагогічної премії ім. В. О. Сухомлинського (2007). Присвоєно Почесне звання «Заслужений працівник культури України» (1995).